# Antonio Veschetti
Antonio Veschetti (Caselle Lurani, 2 febbraio 1945) è un ex calciatore italiano, di ruolo stopper.

## Carriera
Bandiera del Novara, ha disputato con i piemontesi dal 1969 al 1982 dodici campionati, di cui sette in Serie B (per complessive 213 presenze e 4 reti), quattro in Serie C e uno in Serie C2.
Anche le altre due squadre per le quali Veschetti ha militato durante la sua carriera, ovvero il Borgomanero e l'Arona, avevano sede in provincia di Novara.

## Palmarès
- Serie C: 1

Novara: 1969-1970